# Bădila (okręg Buzău)
Bădila – wieś w Rumunii, w okręgu Buzău, w gminie Pârscov. W 2011 roku liczyła 820 mieszkańców.